# Stanley Skoryna
Stanley Constantine Skoryna, född 4 september 1920 i Warszawa i Polen, död 6 juli 2003 i Montreal i Kanada, var en polsk-kanadensisk läkare och cancerforskare.
Stanley Skoryna utbildade sig till läkare på Wiens universitet i Österrike. Han emigrerade 1947 till Kanada, där han anställdes på McGill University i Montreal.
Han initierade tillsammans med läkaren och bakteriologen Georges Nógrády på Université de Montréal den kanadensiska expeditionen Medical Expedition to Easter Island till Påskön mellan november 1964 och februari 1965 med omkring 40 läkare och forskare. Han var expeditionens organisatör och ledare. Dess syfte var bland annat att - tillsammans med en tänkt senare uppföljningsstudie - genom kartläggning av hälsoläget hos en isolerad befolkning hitta sådana orsaker till cancer hos människan, som har att göra med modern livsstil.  
Expeditionen ledde som ett sidoresultat till upptäckten av substansen rapamycin. Georges Nógrády tog på Påskön ett stort antal jordprover. Proverna överlämnades några år senare till det kanadensiska läkemedelsbolaget Ayerst Pharmaceuticals. Där isolerades 1972 den bakterieproducerade substansen av Claude Vézina och Surendra Sehgal, som de gav namnet rapamycin efter namnet på Påskön, Rapa Nui, på det lokala språket rapa nui. Den påvisades ha effekt på svampinfektioner i en studie publicerad 1975, och har senare visat sig vara immunhämmande och ha användning vid njurtransplantationer och behandling av autoimmuna sjukdomar.